# Hypopyra allardi
Hypopyra allardi is een vlinder uit de familie spinneruilen (Erebidae). De wetenschappelijke naam is voor het eerst geldig gepubliceerd in 1878 door Oberthür.
De soort komt voor in tropisch Afrika.